# Dominic Gilbert
Dominic Gilbert (Hong Kong, 28 de septiembre de 1996) es un baloncestista profesional australiano-croata. Con 1,98 metros de estatura, juega en la posición de alero.

## Trayectoria deportiva
Gilbert nació en Hong Kong, donde sus padres vivieron durante varios años y se crio en Sídney, Australia. En la temporada 2015-16, ingresó en la Universidad de Columbia Británica en Vancouver, Canadá, donde jugó para los UBC Thunderbirds, pero en la siguiente temporada decidió seguir una carrera en el baloncesto profesional en Croacia, país de origen de su madre.
En la temporada 2016-17, forma parte de la plantilla del Kvarner 2010 y del Šanac Karlovac.
En verano de 2017, firma por el KK Cibona por dos temporadas. En la temporada 2017-18, el jugador australiano-croata es cedido al  KK Bosco, para regresar la temporada siguiente a la Cibona de Zagreb. En mayo de 2019, anotó los puntos decisivos en los últimos momentos del partido de la serie final de la Liga croata 2018-19, otorgando el título a la Cibona de Zagreb.
En agosto de 2019, firmó por el Zadar para participar en la Liga croata y Liga ABA.
En la temporada 2020-21, firma por el Heroes Den Bosch, con el que disputa 27 partidos de la Dutch Basketball League en los que promedia 7.37 puntos y disputa 3 partidos de la Eurocup con una media de 4 puntos.
El 10 de junio de 2021, firma por el ADA Blois Basket de la LNB Pro B, con el que disputa 4 partidos.
En la temporada 2021-22, firma por el KK Alkar de la A1 Liga, donde disputa 17 partidos en los que promedia 15.82 puntos.
El 22 de febrero de 2022, firma por el Real Valladolid Baloncesto de la Liga LEB Oro, hasta el final de la temporada 2021-22. Tras renovar otra temporada más, en noviembre de 2022 rescinde su contrato con el Real Valladolid Baloncesto.
En julio de 2024 retornó al Zadar, proveniente del equipo hongkonés Eastern SC.